# Beth Smith
Beth Smith (født Sanchez) er en af hovedpersonerne i den amerikansk tegnefilmserie Rick and Morty på Adult Swim. Figuren er skab af Justin Roiland og Dan Harmon, og Beth er dyrlæge med speciale i heste-kirurgi, der er meget utilfreds med sit liv, der stammer fra hendes opfattelse af, at hun "sidder fast" i sit ægteskab, familie og job, hvilket får hende til at lade sin far flytte ind i families hus, efter han forlod hende som teenager. Hun er kendt for sin selviske og humoristiske personlighed, alkoholisme og styrke, når hun bliver kritiseret, og karakteren er blevet godt modtaget. Hun er en selvsikker person og datter af den gale videnskabsmand Rick Sanchez, og mor til Morty og Summer Smith, og hun er gift med Jerry Smith.
Efter begivenhederne i "The ABC's of Beth", hvor Beth viser sig også at have de samme sociopatiske karaktertræk som sin far, skaber Rick en klon af Beth og sender den ene af de to ud i rummet; det tvetydigt om den nye Space Beth er klonen eller den oprindelige efter den officielle introduktion af karakteren i "Star Mort Rickturn of the Jerri". Space Beth' karakterbeskrivelse i Pocket Mortys der kom sammen med Adult Swims udgivelse af episoden identificerer hende som Clone Beth, på trods af at episoden ikke selv be- eller afkræfter om det er Beth eller en klon. Sarah Chalke lægger stemme til karakteren i tv-serien, og hun spilles af Whitney Avalon i en musikvideo til tredje sæson.